# John H. Laub
John H. Laub (* 1953) ist ein US-amerikanischer Kriminologe und einer der international führenden Vertreter seines akademischen Fachs.

## Forschung
Laub ist Professor für Kriminologie an der University of Maryland, College Park. Seine bekanntesten Bücher zur Entwicklungskriminologie verfasste er gemeinsam mit Robert J. Sampson. Die Autoren entwickelten unter anderem die Theorie der turning points (Lebenswendepunkte, z. B. Heirat, Kriegsdienst oder Umzug), die zum Abbruch krimineller Karrieren führen können. Laub und Sampson konnten ihre Annahmen durch eine Analyse der Langzeitstudie des Ehepaares Glueck empirisch belegen.
Laub amtierte 2003 als Präsident der American Society of Criminology (ASC) und wurde 2005 mit dem Edwin H. Sutherland Award der ASC geehrt. 2011 wurde er (wie auch Sampson) mit dem Stockholm Prize in Criminology ausgezeichnet.

## Schriften
- Crime in the Making: Pathways and Turning Points Through Life (1995 mit Robert J. Sampson).
- Shared Beginnings, Divergent Lives: Delinquent Boys to Age 70 (2003 mit Robert J. Sampson).